# Otterhound
O Otterhound[Nota], chamado também de cão de lontra nos países lusófonos, é uma raça de cão conhecida no Reino Unido há cerca de mil anos. De origem incerta, especula-se parentesco com o bloodhound, o terrier de pelo duro e o foxhound antigo. Cães de caça, eram utilizados principalmente nas perseguições de dia inteiro à lontras dentro dos rios e tocas. De personalidade classificada como alegre e serena, é um animal incansável, resistente ao frio e que adora água. Como a caçada à lontra foi proibida, criadores procuraram aumentar sua quantidade para que vivesem como cães de companhia.